# アポトーシス小胞
アポトーシス小胞、アポトーシス小体 （apoptotic vesicles) とは、アポトーシスの遅い段階で形成される細胞外小胞のことである。プログラム細胞死が起こった時のみ生じる。

## 構造・機能
アポトーシスを起こした細胞が急速に断片化されたものであるため、他の細胞外小胞(extracellular vesicle; EV)とは異なり細胞質膜に由来し、大きさも1 - 5μmと他の細胞外小胞よりも大きい。また、その膜には元々細胞膜の内側にあった細胞膜ホスファチジルセリンが外側に露出しており、これをアネキシンVで検出することができる。断片化された核や細胞小器官(オルガネラ)を含み、ファゴサイトーシスを誘導する。

## 引用文献
1. 1 2 3  下田麻子, 澤田晋一, 秋吉一成「細胞外ベシクルの構造特性と機能制御」『Drug Delivery System』第29巻第2号、日本DDS学会、2014年、108-115頁、doi:10.2745/dds.29.108、ISSN 0913-5006、NAID 130004495147、2020年8月21日閲覧。
2. ↑  “アポトーシスの検出”.   ベックマン・コールター株式会社. 2020年7月20日閲覧。[リンク切れ]
3. ↑  “Extracellular vesicles: an introduction 細胞外小胞とは”.   abcam. 2020年7月18日閲覧。